# Agave bovicornuta
Agave bovicornuta är en sparrisväxtart som beskrevs av Howard Scott Gentry. Agave bovicornuta ingår i släktet Agave och familjen sparrisväxter. Inga underarter finns listade i Catalogue of Life.

## Bildgalleri

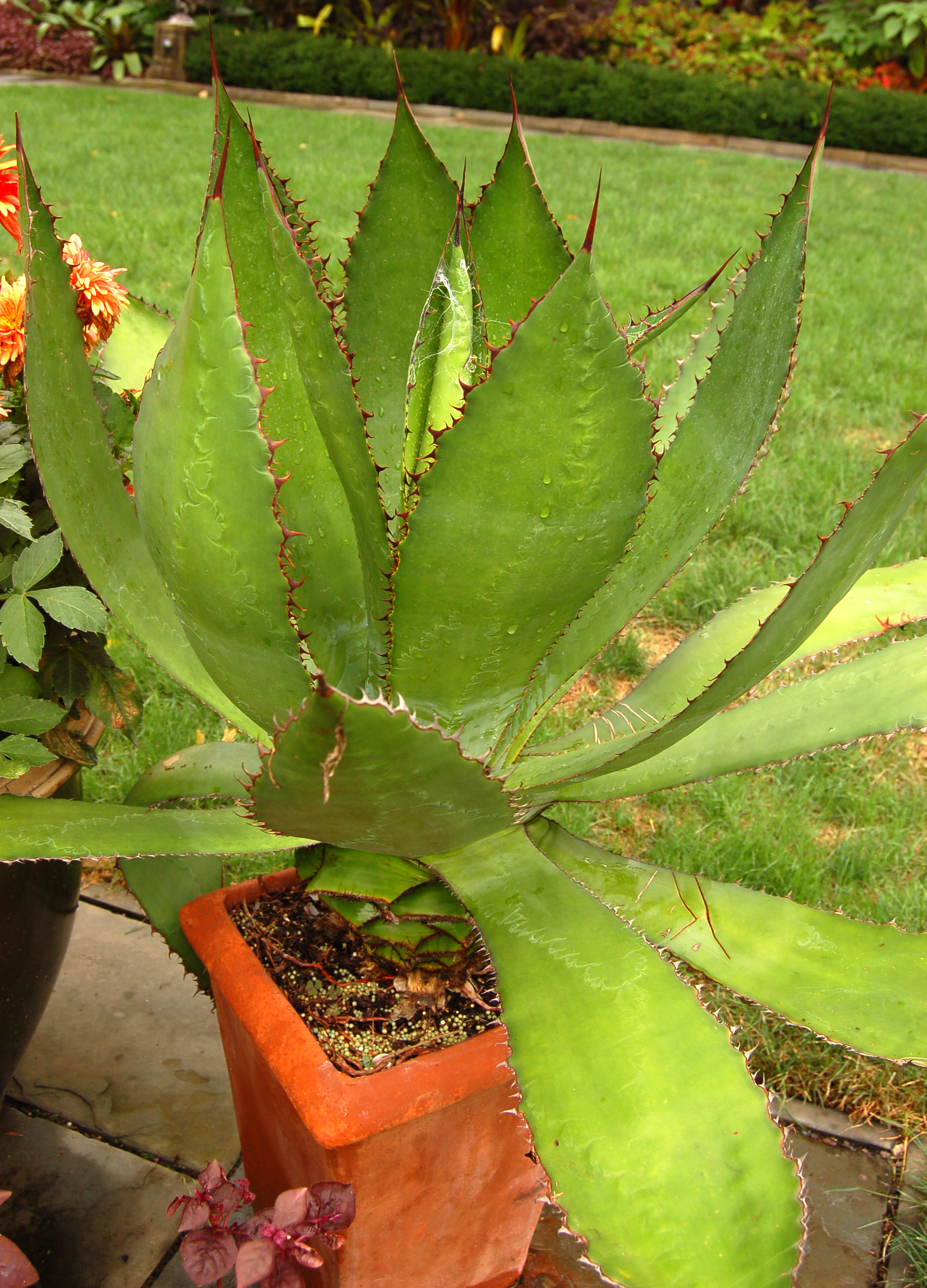
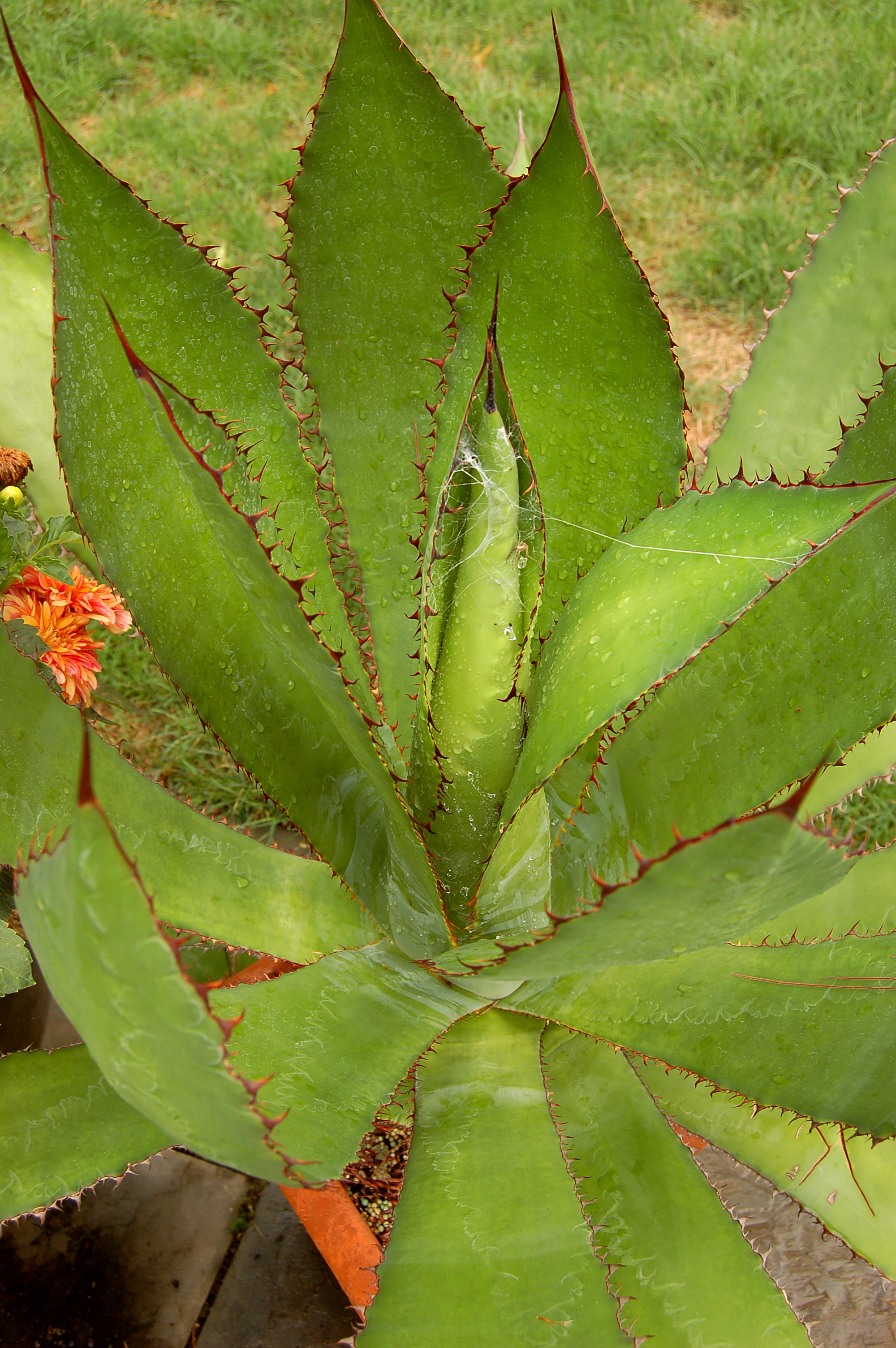
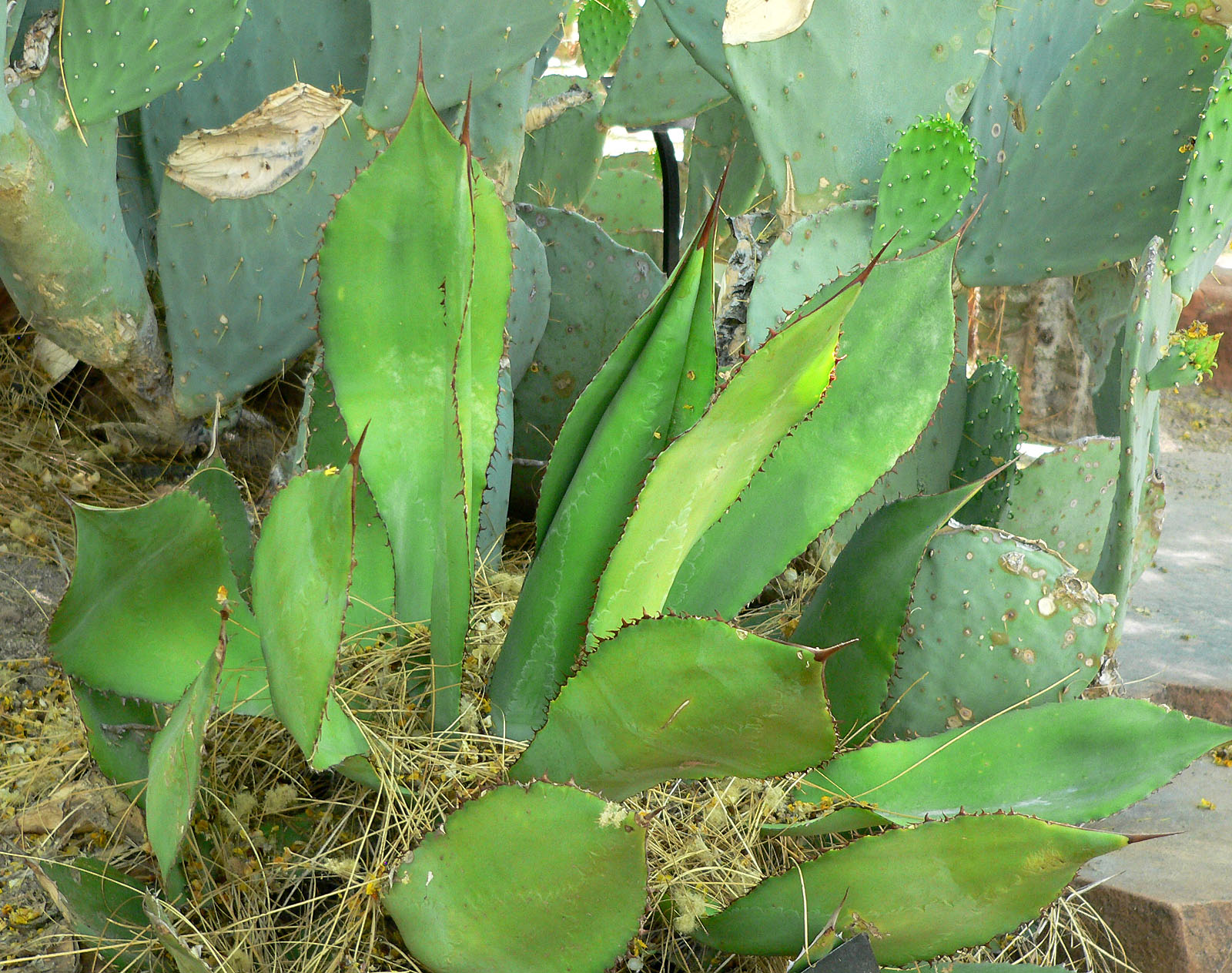
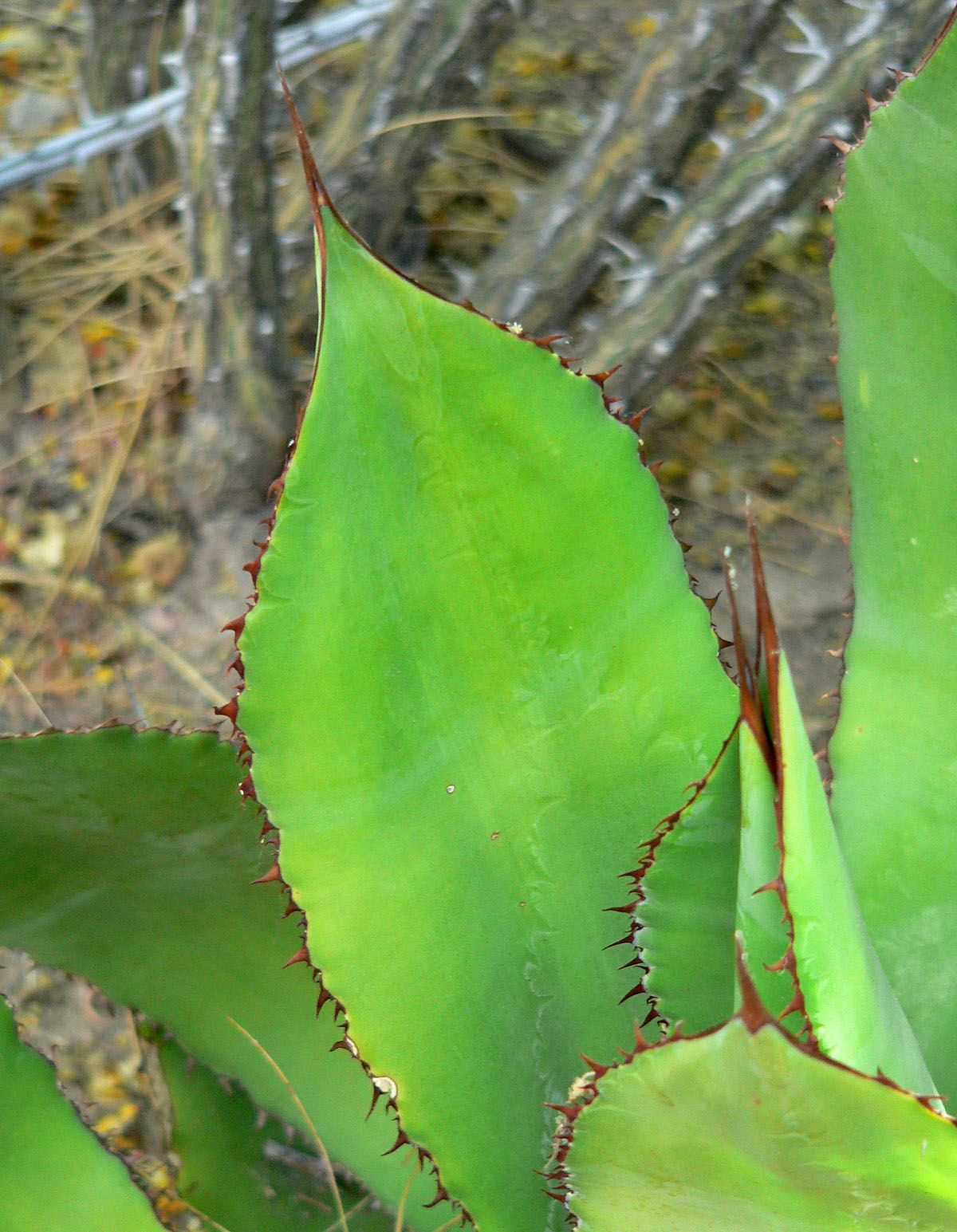
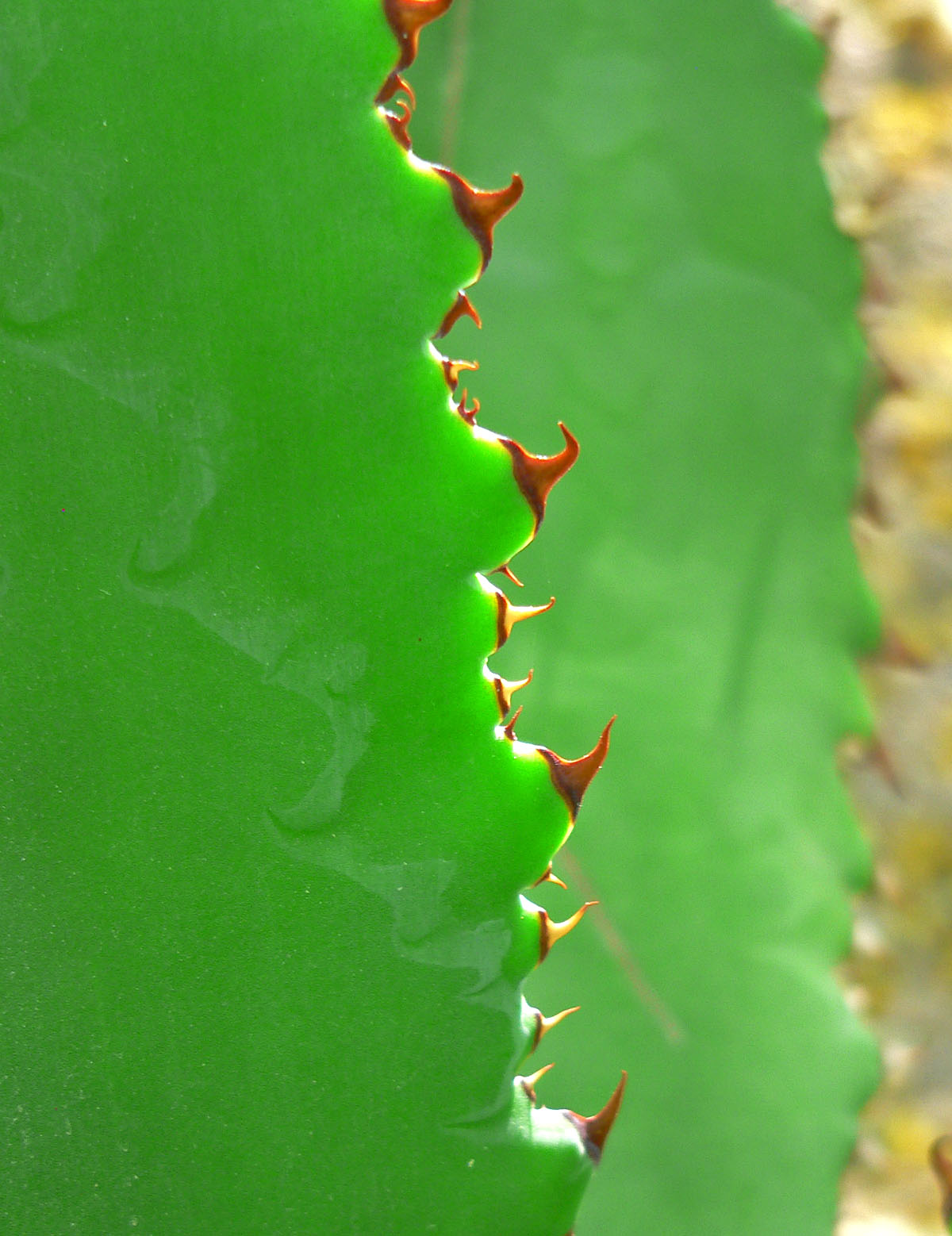
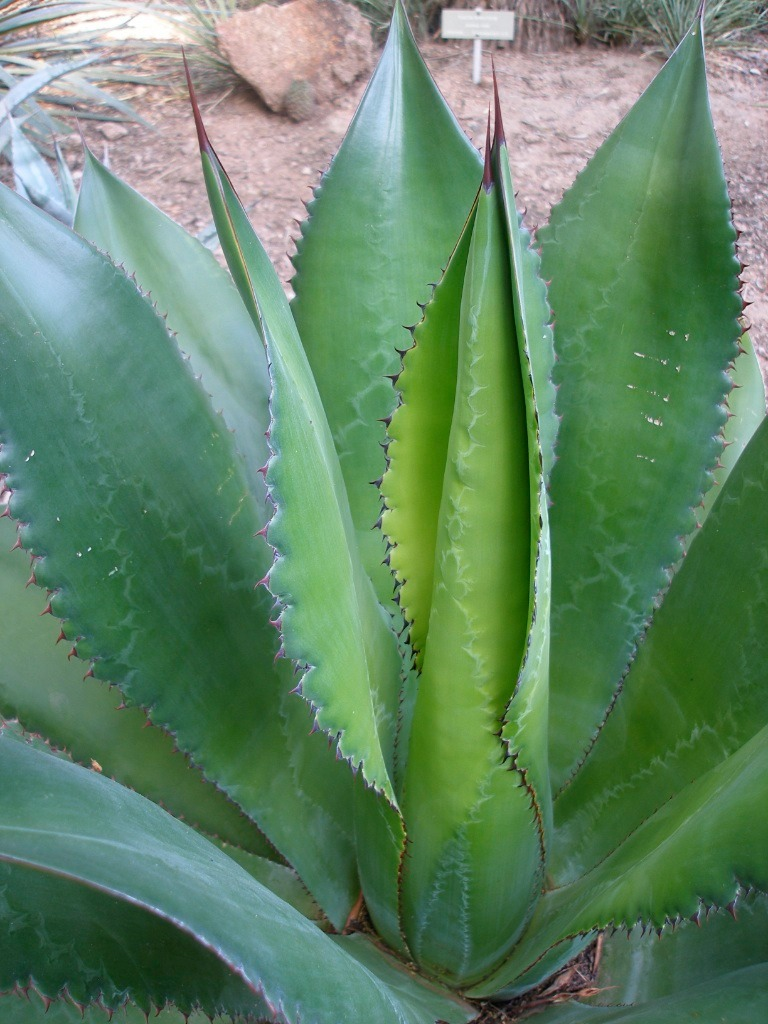